# Акраб (зоря)

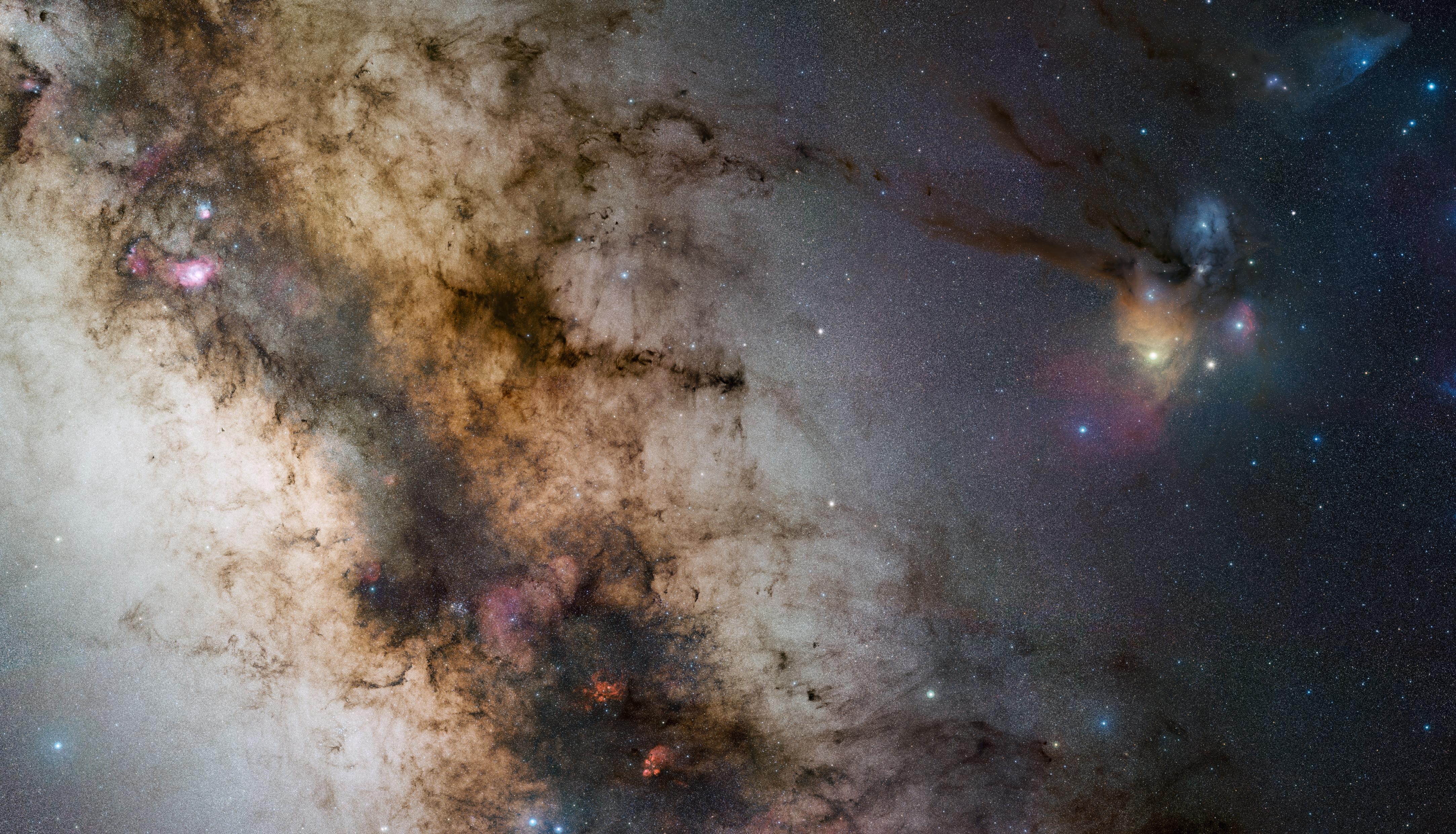
Зображення сузір'я Скорпіона та Чумацького Шляху з Акрабом у верхньому правому куті.

Акраб (Бета Скорпіона, β Скорпіона, позначення β Sco) — зоряна система у південному зодіакальному сузір'ї Скорпіона, що складається з 6 зір. Система має власну назву Акраб, яка однак офіційно позначає лише компонент β Sco Aa за рішенням Міжнародного астрономічного союзу.

## Компоненти
При спостереженні через малий телескоп, Бета Скорпіона спостерігається як подвійна зоря з відстанню між двома компонентами у 13,5 кутових секунди та спільною видимою зоряною величиною +2,50. Ця пара яка має позначення β¹ Sco та β² Sco, формує верхівку ієрархії шести компонентів системи.
β¹ Sco, яскравіша з пари, сама складається з двох компонентів, β Sco A та β Sco B, які обертаються на кутовій відстані у 3,9 кутових секунди з орбітальним періодом 610 років. β Скорпіона A є спектроскопічною подвійною зорею, два компоненти якої мають позначення β Скорпіона Aa (яка власне і має назву Акраб) та β Скорпіона Ab. Вони відділені 1,42 мілліарсекунд та мають орбітальний період у 6,82 дні.
β² Скорпіона також має два компоненти, позначені β Скорпіона C та β Скорпіона E, які обертаються з кутовим розділенням у 0,1328 кутових секунди та орбітальним періодом 39 років. β Скорпіона E є спектроскопічною подвійною зорею з компонентами, позначеними β Скорпіона Ea та β Скорпіона Eb, з орбітальним періодом 10,7 днів.
Компонент β Скорпіона D є непов'язана зоря сьомої зоряної величини HD 144273, на відстані 520". Але деякі автори називають компонент Aa компонентом D.
Науковцями також був запропонований компаньйон до зорі β Sco B, з позначенням β Скорпіона G, для компенсації відсутньої маси у системі, але докази його існування не знайдені. Позначення β Скорпіона F стосується теоретичного компаньйона до компонента E.

## Номенклатура
β Scorpii — позначення Байєра для системи; β¹ та β² Scorpii — двох видимих компонентів. Позначення підкомпонентів — β Scorpii A, Aa, Ab, B, C, E, Ea та Eb — відповідають усталеним позначенням, які використовує «Вашингтонський каталог зоряних систем» (Washington Multiplicity Catalog, WMC) для зоряних систем і прийняті МАС (IAU).
Українська назва зорі — Акраб походить від арабської назви сузір'я (араб. العقرب — скорпіон), інша назва Граффіас[джерело?] (англ. Graffias), яку вона ділить із Ксі Скорпіона.
У 2016 році Міжнародний астрономічний союз створив Робочу групу з назв зір (WGSN) для каталогізації та стандартизації власних назв зір. Група постановила, що у зоряних системах власна назва зорі повинна відноситись лише до найбільш яскравої зорі системи за видимою зоряною величиною. Група затвердила назву Акраб для компонента β Sco Aa 21 серпня 2016 року, і це відображено у Каталозі назв зір МАС.
Зоря була відома китайцям як 房宿四 (Четверта зоря Кімнати).

## Характеристики
Система β Скорпіона є кінематичним членом підгрупи Верхнього Скорпіона зоряної асоціації Скорпіона-Центавра, яка складається з тисяч молодих зір з середнім віком 11 млн.років і розташована на відстані 470 світлових років (145 парсеків) від Землі. Аналіз β1 Скорпіона як однієї зорі дав вік 9-12 млн.років, але аналіз системи β Скорпіона дозволяє припустити вік бл.6 млн.років.
Два головні компоненти β Скорпіона А є найбільш масивними зорями системи, з масами 15 M☉ та 10 M☉ відповідно. Комбінований спектральний клас системи B1 V. Індивідуальні спектральні класи зір чітко визначити неможливо, але вони оцінюються як B0,5 та B1,5. Компонент Aa еволюціонує трохи вбік від головної послідовності нульового віку і його клас світності оцінюється посередині між субгігантом (IV) та головною послідовністю (V). Компонент Ab має клас світності головної послідовності, температуру 26 400 K та світність у 7 900 світностей Сонця.
Компонент B у більш ніж 20 разів тьмяніший за комбіновану світність зір компонента A і його чіткий спектральний клас не визначений. Його маса оцінюється у ~8 M☉.
Компонент C має клас B2 V та масу 8 M☉. Його ефективна температура поверхні становить 24 000 K, радіус — 2,9 радіусів Сонця, а болометрична світність — 3 200 світностей Сонця.
Компонент E має температуру 13 000 K, радіус 2,4 радіуси Сонця та світність 126 сонячних. Ця зоря є хімічно пекулярною, з високим вмістом мангану та стронцію. Припускається, що вона може бути ртутно-мангановою зорею (HgMn), але вміст інших металів неочікувано низький.
Бета Скорпіона розташована на 1,01° від екліптики і може затемнюватись Місяцем і, дуже зрідка, планетами Сонячної системи. Останнє покриття зорі планетою (Юпітером) було 13 травня 1971 року.

## У культурі
Бета Скорпіона присутня на прапорі Бразилії, де символізує штат Мараньян.